# Mordelles
 Mordelles  es una población y comuna francesa, situada en la región de Bretaña, departamento de Ille y Vilaine, en el distrito de Rennes y cantón de Mordelles.

## Demografía
| 2267 | 2920 | 3869 | 5146 | 5359 | 5898 |
| Para los censos de 1962 a 1999 la población legal corresponde a la población sin duplicidades (Fuente: INSEE [Consultar]) |      |      |      |      |      |